# Xã Montier, Quận Shannon, Missouri
Xã Montier (tiếng Anh: Montier Township) là một xã thuộc quận Shannon, tiểu bang Missouri, Hoa Kỳ. Năm 2010, dân số của xã này là 693 người.